# Kavich Neang
Kavich Neang est un cinéaste, réalisateur, monteur, scénariste et producteur cambodgien né en 1987 à Phnom Penh. 

## Biographie
Après avoir étudié la musique et la danse pendant 7 ans au Centre des arts vivants du Cambodge qui promeut la renaissance et la transmission des Arts traditionnels khmers, l'artiste réalise son premier court métrage en 2010, lors d'un workshop[Quoi ?] mené par le réalisateur franco-khmer Rithy Panh au centre Bophana.
Il travaille sur d'autres projets audiovisuels et co-réalise le long métrage The Twin Diamonds sous la direction de Davy Chou (Diamond Island et Le Sommeil d'or) et fonde avec lui par la suite, la boîte de production Anti-Archive basée à Phnom Penh.

## Œuvres
Son travail de cinéaste aborde les sujets de la transmission liée à la disparition et à l'absence. En effet, le génocide des khmers rouges de 1975 à 1979 perpétré par Pol Pot massacrant plus d'un million de Cambodgiens, interdit également toutes formes d'expressions artistiques, intellectuelles ou religieuses. Détruisant de nombreuses œuvres d'art au nom de la dictature, cette période sombre laisse le pays meurtri et coupé de son héritage culturel et patrimonial. La nouvelle génération d'artistes contemporains comme Kavich Neang ou Davy Chou se mobilisent pour faire revivre la mémoire de cette histoire effacée dans leurs œuvres.
Ses derniers films se déroulent au White building (Phnom Penh) (en), bâtiment des années 1960 destiné à des classes modérées, que de nombreux artistes ont réinvesti après Pol Pot. Il y a vécu et s'intéresse aux questions de mémoire à la suite de la destruction. Ce symbole de la capitale cambodgienne subit la gentrification et les politiques de déguerpissage[Quoi ?], dans un pays en forte mutation depuis les dernières décennies. À la place de ces populations expulsées, seront construits un immense condominium et un casino par un grand groupe de promoteurs japonais et malaisiens.

## Filmographie

### Courts métrages
- 2010 : A Scale Boy
- 2013 : Where I Go
- 2015 : Three Wheels
- 2015 : Goodbye Phnom Penh
- 2018 : New Land Broken Road

### Long métrage documentaire
- 2019 : Last Night I Saw You Smiling

### Long métrage fiction
- 2020 : White Building

## Récompenses et Festival
- FICA, Festival international des cinémas d'Asie de Vesoul
- International Film Festival à Rotterdam, IDFA (Amsterdam, Hollande)
- NETPAC Award (network for the promotion of Asian Cinema)
- Entrevues Belfort Festival
- Festival International de Jeonju
- Lincoln Center (NYC, États-Unis)